# Prochelator uncatus
Prochelator uncatus är en kräftdjursart som beskrevs av Robert Raymond Hessler 1970. Prochelator uncatus ingår i släktet Prochelator och familjen Desmosomatidae. Inga underarter finns listade i Catalogue of Life.